# دهستان ریگان
دهستان ریگان، یکی از دهستان‌های بخش مرکزی شهرستان ریگان در استان کرمان ایران است. مرکز این دهستان، شهر محمدآباد است.

## جمعیت
بر پایه سرشماری عمومی نفوس و مسکن در سال ۱۳۹۵، جمعیت دهستان ریگان برابر با ۸٬۱۲۴ نفر بوده است.